# 新语联盟
新语联盟是一个于2008年7月27日成立的同人配音社团。目前处于不活跃状态。该同人配音社团为多部动画及广播剧进行了中文配音，包括《梦想夏乡》《东方万华镜》等与东方Project有关的同人作品及摇曳百合等动画。社长曾于2010年2月及2011年1月两度更换。目前成员有草摩里纱，新月冰冰等。